# Аль-Эмади, Умар
Ума́р Ахме́д Абдуррахма́н аль-Эмади́ (араб. عمر أحمد عبد الرحمن العمادي‎; род. 5 апреля 1995, Катар) — катарский футболист, полузащитник клуба «Катар СК».

## Клубная карьера
Первым клубом в профессиональной карьере аль-Эмади был «Аль-Араби» из Дохи, за который он начал выступать в 2015 году под руководством итальянского тренера Джанфранко Дзолы. Дебют в чемпионате Катара состоялся в первом туре сезона 2015/16. «Аль-Араби» на домашнем стадионе встречался с «Аль-Вакрой». Умар вышел на поле за пять минут до конца встречи, заменив Абдуллу аль-Ураими. В первом своем сезоне аль-Эмади провёл 14 игр, а его команда заняла 11-е место, что было признано неудовлетворительным результатом и послужило причиной для смены тренера.
Новый наставник команды Херардо Пелуссо по ходу сезона сделал ставку на полузащитника, как на игрока стартового состава. В первой же игре под руководством уругвайского тренера 15 сентября 2016 года с «Ас-Сайлией» аль-Эмади вышел на поле на 81-й минуте, а «Аль-Араби» победил с минимальным счётом 1:0. 28 октября в игре с «Аль-Духаилем» забил единственный мяч своей команды, установив окончательный счёт в матче 1:4.
Летом 2017 года перешёл в «Катар СК», также выступающий в Старс-лиге. В первой же своей игре за новую команду забил мяч в ворота действующего чемпиона «Аль-Духаиля», но этот гол не спас клуб от поражения 2:3.

## Карьера в сборной
В ноябре 2017 года главный тренер сборной Катара Феликс Санчес Бас вызвал аль-Эмади на товарищеские матчи со сборными Чехии и Исландии. Полузащитник попал в заявку команды только на вторую игру, но на поле так и не появился.
В январе 2018 года в составе олимпийской сборной Катара принимал участие в чемпионате Азии в Китае. На турнире сыграл одну игру против хозяев, выйдя на поле на 2-й добавленной к основному времени минуте. По итогам турнира катарцы дошли до полуфинала, где по пенальти уступили Вьетнаму, а в матче за третье место одолели Южную Корею, завоевав бронзовые медали.
В августе того же года участвовал в футбольном турнире на Азиатских играх. Умар сыграл во всех трёх матчах группового этапа, на котором сборная Катара выступила неудачно, заняв последнее место.

## Достижения
Сборная Катара (до 23 лет)
- Бронзовый призёр молодёжного чемпионата Азии: 2018

## Клубная статистика
| Выступление      | Выступление      | Выступление      | Лига | Лига | Кубки | Кубки | Конт.кубки | Конт.кубки | Итого | Итого |
| Клуб             | Лига             | Сезон            | Игры | Голы | Игры  | Голы  | Игры       | Голы       | Игры  | Голы  |
| ---------------- | ---------------- | ---------------- | ---- | ---- | ----- | ----- | ---------- | ---------- | ----- | ----- |
| Аль-Араби        | Старс-лига       | 2015/16          | 14   | 0    | 0     | 0     | —          | —          | 14    | 0     |
| Аль-Араби        | Старс-лига       | 2016/17          | 22   | 1    | 0     | 0     | —          | —          | 22    | 1     |
| Аль-Араби        | Итого            | Итого            | 36   | 1    | 0     | 0     | 0          | 0          | 36    | 1     |
| Катар СК         | Старс-лига       | 2017/18          | 15   | 2    | 0     | 0     | —          | —          | 15    | 2     |
| Катар СК         | Старс-лига       | 2018/19          | 16   | 0    | 5     | 0     | —          | —          | 21    | 0     |
| Катар СК         | Старс-лига       | 2019/20          | 1    | 0    | 0     | 0     | —          | —          | 1     | 0     |
| Катар СК         | Итого            | Итого            | 32   | 2    | 5     | 0     | 0          | 0          | 37    | 2     |
| Всего за карьеру | Всего за карьеру | Всего за карьеру | 68   | 3    | 5     | 0     | 0          | 0          | 73    | 3     |